# Pijiguaos
Pijiguaos est l'une des six divisions territoriales et l'une des cinq paroisses civiles de la municipalité de Cedeño dans l'État de Bolívar au Venezuela. Sa capitale est Morichalito.

## Géographie

### Démographie
Hormis sa capitale Morichalito, la paroisse civile possède plusieurs localités dont :
- Campamento CVG Bauxilum
- El Burro
- La Sabanita
- Morichalito
- Vuelta Larga